# John Ducey
John Joseph Ducey (nacido el 21 de enero de 1969) es un actor estadounidense que ha aparecido en más de 20 programas de televisión, principalmente en sitcoms.

## Carrera
Actuó regularmente en la serie Oh Grow Up, en el papel de Ford, y actuaba recurrentemente en la serie Sabrina, the Teenage Witch como Leonard (anteriormente aparecía como invitado especial), y gerente de la estación de Jack Jamie en Will & Grace. Desde 2003, también ha aparecido en According to Jim, Scrubs, Joey, Freddie, Hot Properties, My Name Is Earl, Desperate Housewives, y How I Met Your Mother. Más tarde, comenzó a interpretar el rol de Tom Lucas, el padre de los hermanos Jonas, en la serie original de Disney Channel Jonas. Ha trabajado en Drake y Josh, como Terry, en el episodio El Drake y Josh Inn.
Ducey también ha aparecido en varias películas, incluyendo Deep Impact. También trabajó con Michael Jordan haciendo el trabajo de captura de movimiento, ya que varios personajes de Looney Tunes en la película de 1996 Space Jam así lo requerían.
Su abuelo materno fue el jugador de béisbol Johnny Dickshot.

## Vida personal
El 5 de julio de 2008 Ducey se casó con la actriz estadounidense Christina Moore.